# Goce Sedloski
Goce Sedloski (makedonskou cyrilicí Гоце Седлоски; * 10. dubna 1974, Golemo Konjari, SFR Jugoslávie) je bývalý severomakedonský fotbalový obránce a reprezentant. Je fotbalistou s nejvíce odehranými zápasy v severomakedonském národním týmu (rovných 100). Po ukončení aktivní hráčské kariéry v létě 2011 v rakouském klubu SV Mattersburg se dal na trenérskou dráhu.

## Reprezentační kariéra
V reprezentačním A-mužstvu Severní Makedonie debutoval 27. 3. 1996 v přátelském utkání v Prilepu proti reprezentaci Malty (výhra 1:0). V letech 2002–2009 navlékal během zápasů kapitánskou pásku. Celkem odehrál v letech 1996–2010 v severomakedonském národním týmu rovných 100 zápasů a vstřelil v nich 8 gólů, což jej řadí celkově na první místo v počtu odehraných střetnutí mezi všemi severomakedonskými reprezentanty.

### Reprezentační zápasy
| Severní Makedonie | Severní Makedonie | Severní Makedonie |
| Roky              | Záp.              | Góly              |
| ----------------- | ----------------- | ----------------- |
| 1996              | 7                 | 0                 |
| 1997              | 6                 | 0                 |
| 1998              | 5                 | 0                 |
| 1999              | 3                 | 0                 |
| 2000              | 7                 | 0                 |
| 2001              | 5                 | 0                 |
| 2002              | 7                 | 1                 |
| 2003              | 9                 | 2                 |
| 2004              | 9                 | 1                 |
| 2005              | 7                 | 0                 |
| 2006              | 8                 | 1                 |
| 2007              | 8                 | 2                 |
| 2008              | 7                 | 0                 |
| 2009              | 10                | 1                 |
| 2010              | 2                 | 0                 |
| Celkem            | 100               | 8                 |

## Trenérská kariéra
Po ukončení aktivní hráčské kariéry v létě 2011 v rakouském klubu SV Mattersburg se stal fotbalovým trenérem, začínal jako asistent trenéra v SV Mattersburg. V letech 2013–2014 působil na lavičce severomakedonského klubu FK Horizont Turnovo v roli hlavního kouče.
V létě 2014 přijal funkci sportovního ředitele ve Vardaru Skopje, o rok později zde usedl na trenérskou stoličku A-týmu.